# Championnat d'Écosse féminin de football 2013
 (mai 2025).
Si vous disposez d'ouvrages ou d'articles de référence ou si vous connaissez des sites web de qualité traitant du thème abordé ici, merci de compléter l'article en donnant les références utiles à sa vérifiabilité et en les liant à la section « Notes et références ».
Navigation
Édition précédente Édition suivante
La saison 2013 du Championnat d'Écosse féminin de football (Scottish Women's Premier League) est la quinzième saison du championnat. Le Glasgow City Ladies Football Club remet son titre en jeu.
Deux équipes ont obtenu en 2012 leur accession à la première division, Buchan Ladies Football Club et Kilwinning Sports Club Ladies.

## Participants
| \| Glasgow : · Glasgow City · Celtic · Rangers · Edimbourg : · Hutchison Vale · Hibernian · Spartans Édimbourg Aberdeen Glasgow Hamilton Forfar Kilwinning Buchan \| Localisation des clubs engagés dans le championnat. |
| Glasgow : · Glasgow City · Celtic · Rangers · Edimbourg : · Hutchison Vale · Hibernian · Spartans Édimbourg Aberdeen Glasgow Hamilton Forfar Kilwinning Buchan                                                           |

Ce tableau présente les douze équipes qualifiées pour disputer le championnat 2013. 
| Nom du club                                          | Entraîneur          | Date de création | Dernière montée | Stade                  | Capacité |
| ---------------------------------------------------- | ------------------- | ---------------- | --------------- | ---------------------- | -------- |
| Aberdeen Ladies Football Club                        | Allan Smith         |                  |                 | Heathryfold Park       |          |
| Buchan Ladies Football Club                          | Ewen Reid           |                  | 2013            | Pleasure Park          | -        |
| Celtic Ladies Football Club                          | David Haley         | 2007             |                 | Celtic Training Centre | -        |
| Falkirk Ladies Football Club                         | Alan Palmer         | 1993             |                 | Recreation Park        | 3 100    |
| Forfar Farmington Football Club                      | Mark Nisbet         | 1984             |                 | Station Park           | 6 777    |
| Glasgow City Ladies Football Club                    | Eddie Wolecki-Black | 1998             |                 | Petershill Park        | -        |
| Hamilton Academical Women's and Girl's Football Club | Kevin Murphy        | 1999             |                 | John Cumming Stadium   |          |
| Hibernian Girls & Ladies Football Club               | Willie Kirk         | 1999             |                 | Albyn Park             | -        |
| Hutchison Vale Ladies Football Club                  | Ian Macdonald       | 1940             |                 | Saughton Enclosure     | 1 600    |
| Kilwinning Sports Club Ladies                        | Craig Hamilton      |                  |                 | Kilwinning Sports Club | -        |
| Rangers                                              | Angie Hind          | 2008             |                 | Petershill Park        |          |
| Spartans Football Club Women's and Girl's            | Debbi McCulloch     | 1985             |                 | Spartans Academy       | 3 000    |

## Classement
| Rang | Équipe                          | Pts | J  | G  | N | P  | Bp  | Bc  | Diff |
| ---- | ------------------------------- | --- | -- | -- | - | -- | --- | --- | ---- |
| 1    | Glasgow City T                  | 61  | 21 | 20 | 1 | 0  | 110 | 7   | +103 |
| 2    | Hibernian Girls & Ladies        | 41  | 21 | 13 | 2 | 6  | 86  | 35  | +51  |
| 3    | Celtic Ladies                   | 36  | 21 | 11 | 3 | 7  | 44  | 32  | +12  |
| 4    | Spartans FCWG                   | 35  | 21 | 11 | 2 | 8  | 50  | 51  | -1   |
| 5    | Rangers Ladies                  | 33  | 21 | 10 | 3 | 8  | 55  | 35  | +20  |
| 6    | Aberdeen Ladies                 | 25  | 21 | 8  | 1 | 12 | 25  | 55  | -30  |
|      |                                 |     |    |    |   |    |     |     |      |
| 7    | Hamilton Academical WFC         | 41  | 21 | 13 | 2 | 6  | 70  | 43  | +27  |
| 8    | Forfar Farmington               | 40  | 21 | 12 | 4 | 5  | 72  | 35  | +37  |
| 9    | Hutchison Vale                  | 17  | 21 | 5  | 2 | 14 | 44  | 75  | -31  |
| 10   | Buchan Ladies P                 | 15  | 21 | 4  | 3 | 14 | 37  | 79  | -42  |
| 11   | Falkirk Ladies                  | 12  | 21 | 4  | 0 | 17 | 31  | 86  | -55  |
| 12   | Kilwinning Sports Club Ladies P | 10  | 21 | 3  | 1 | 17 | 23  | 116 | -93  |

| Légende : Qualifications et relégations | Légende : Qualifications et relégations                                                                           |
| --------------------------------------- | --- |
|                                         | Ligue des champions féminine de l'UEFA 2014-2015                                                                  |
|                                         | T : Tenant du titre P : Promu C : Vainqueur de la Coupe d'Écosse 2013 CL : Vainqueur de la Coupe de la Ligue 2013 |

## Bilan de la saison
| Championnat d'Écosse de football 2013            |                                                            |
| Champion                                         | Glasgow City Ladies Football Club                          |
| Dauphin                                          | Hibernian Girls & Ladies Football Club                     |
| Qualifications continentales                     |                                                            |
| Ligue des champions féminine de l'UEFA 2014-2015 | Glasgow City Ladies Football Club                          |
| Promotions et relégations                        |                                                            |
| Promus en Championnat d'Écosse de football       |                                                            |
| Relégués en Championnat d'Écosse de football     | Falkirk Ladies Football Club Kilwinning Sports Club Ladies |